# Mitsunori Yabuta
Mitsunori Yabuta (藪田 光教 Yabuta Mitsunori?, nacido el 2 de mayo de 1976 en Kanagawa) es un exfutbolista japonés. Jugaba de centrocampista y su último club fue el FC Gifu de Japón.

## Trayectoria

### Clubes
| Club           | País  | Año         |
| -------------- | ----- | ----------- |
| Verdy Kawasaki | Japón | 1995 - 1998 |
| Yokohama FC    | Japón | 1999        |
| Vissel Kobe    | Japón | 2000 - 2005 |
| Avispa Fukuoka | Japón | 2006        |
| Yokohama FC    | Japón | 2007        |
| FC Gifu        | Japón | 2008        |

## Palmarés

### Títulos nacionales
| Título             | Club           | País  | Año  |
| ------------------ | -------------- | ----- | ---- |
| Copa del Emperador | Verdy Kawasaki | Japón | 1996 |